# Andrea Massa
Andrea Massa (Melfi, 6 giugno 1607 – Gallipoli, 30 gennaio 1655) è stato un vescovo cattolico italiano.

## Biografia
Nato da Aurelio Massa e Camilla Aldoino, appartenne ad una nobile famiglia genovese. Suo padre ebbe importanti incarichi nella Repubblica di Genova e soggiornò a Melfi in qualità di rappresentante della famiglia Doria. Studiò giurisprudenza presso il collegio Borromeo di Pavia; dopo la laurea, si trasferì nello Stato Pontificio ed esercitò incarichi amministrativi ad Amelia, Montefiascone e Recanati.
Per motivi di salute si spostò a Napoli, entrando nella Confraternita della SS Trinità dei Pellegrini. Nel frattempo, divenne consigliere di Claudia de' Medici, arciduchessa d'Austria, la quale lo inviò come emissario in Spagna. Fu autore di un'opera, suddivisa in tre libri, intitolata Le glorie d'Israele racchiuse nella vita di Mosè, stampata a Genova nel 1638 dagli editori Pietro Giovanni Calenzani e Giovanni Maria Farroni.
Nel 1644 il re Filippo IV gli assegnò il vescovado di Castellammare di Stabia, ricevendo la consacrazione dal pontefice Innocenzo X il 18 settembre 1645. Nel 1651 fu nominato vescovo di Gallipoli. Durante il suo breve episcopato fece demolire e rifabbricare il palazzo vescovile, apponendo un'iscrizione inneggiante al re Filippo IV, rimodernò il palazzo campestre della Lizza ed altre opere pubbliche. Dopo la morte, fu sepolto nella cattedrale di Gallipoli.

## Genealogia episcopale
La genealogia episcopale è:
- Cardinale Tolomeo Gallio
- Vescovo Cesare Speciano
- Patriarca Andrés Pacheco
- Cardinale Agostino Spinola
- Cardinale Giulio Cesare Sacchetti
- Cardinale Giovanni Giacomo Panciroli
- Vescovo Andrea Massa